# Círculo mixtilinear de um triângulo
Em geometria, um círculo mixtilinear de um triângulo é um círculo tangente a dois dos seus lados e tangente internamente ao seu círculo circunscrito. Cada triângulo possui três círculos mixtilíneos exclusivos, correspondendo a cada vértice do triângulo.

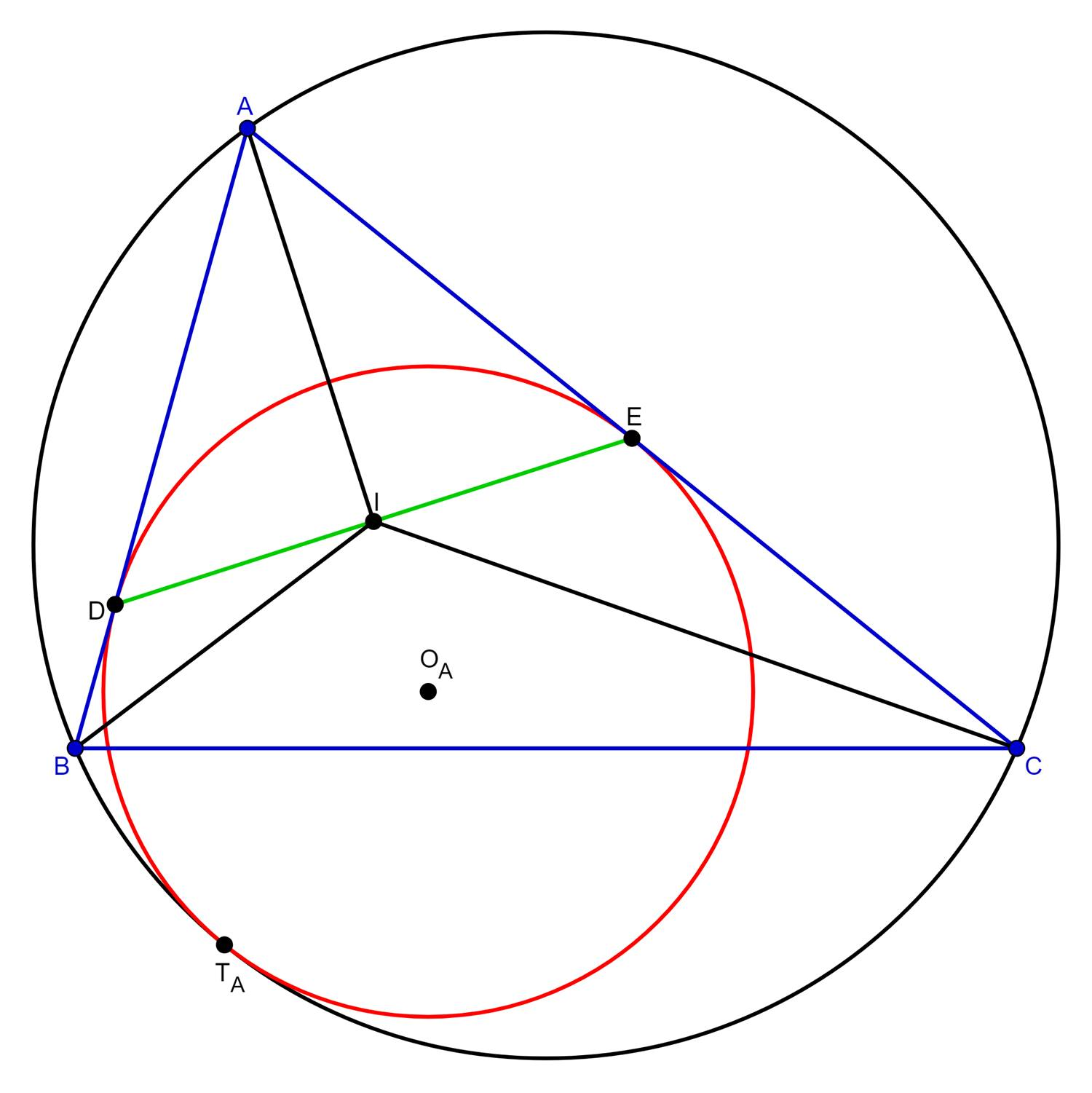
-Círculo interno mixtilinear do triângulo

## Existência e singularidade
Provamos a existência de apenas um dos três círculos mixtilineares por simetria. O círculo A-exinscrito (tangente externamente ao lado BC) do triângulo {\displaystyle ABC} é único.
Seja {\displaystyle \Phi } a composta da inversão do pólo A e razão {\displaystyle {\sqrt {AB\ cdotAC}}}, e a reflecção em relação à mediatriz em A. {\displaystyle \Phi } troca os vértices A e A e troca o centro do círculo inscrito pelo centro do círculo ex-inscrito em A. Como a inversão e a reflexão são bijectivos e preservam os pontos de contacto, {\displaystyle \Phi } faz o mesmo. Assim, a imagem do círculo A-exscrita em {\displaystyle \Phi } é um círculo tangente internamente aos lados AB, AC e ao círculo circunscrito de ' 'ABC' , é um círculo mixtilinear inscrito em A.
A mesma aplicação {\displaystyle \Phi } aplicada a um círculo mixtilinear associado ao vértice A mostra que este é único